# 4484 Sif
4484 Sif è un asteroide della fascia principale del diametro medio di circa 21,32 km. Scoperto nel 1987, presenta un'orbita caratterizzata da un semiasse maggiore pari a 2,6340922 UA e da un'eccentricità di 0,1018659, inclinata di 29,78027° rispetto all'eclittica.
l'asteroide è dedicato a Sif, che nella mitologia norrena è la moglie di Thor.